# إيرني هيكمان
إيرني هيكمان (بالإنجليزية: Ernie Hickman)‏ هو لاعب كرة قاعدة أمريكي، ولد في 1856 في سانت لويس الشرقية ‏ في الولايات المتحدة، وتوفي بنفس المكان في 19 نوفمبر 1891.

## وصلات خارجية
- إيرني هيكمان على موقعبيزبول رفرنس.كوم (الدوري الرئيسي) (الإنجليزية)